# Zahlvater
Ein Zahlvater ist der Vater eines unehelichen Kindes, der nach früherer Rechtslage in Deutschland und in der Schweiz (bis 1978) nur zur Zahlung von Unterhalt (Alimenten) für sein Zahlkind verpflichtet war, nicht aber ein Kindesverhältnis mit dem Kind begründete. Diese Kinder wurden damit in verschiedener Hinsicht gegenüber anderen Kindern benachteiligt. Der Grund für diese gesetzliche Regelung war, dass der Gesetzgeber vermeiden wollte, dass Ehen durch Seitensprünge gefährdet werden. Der Ausdruck entstammt der Umgangssprache und fand später auch in die Amts- und Rechtssprache Eingang.

## Deutschland

### Frühere Bedeutung
In den 1920er-Jahren konnte für ein uneheliches Kind die Vaterschaft bei Gericht erklärt bzw. festgestellt werden. Ob man dann aber tatsächlich im standesamtlichen Geburtseintrag des Kindes als Vater registriert wurde, war vom Antrag des Vaters und damit quasi auch seinem gesellschaftlichen Bekenntnis zum Kind abhängig.
Väter, die nur bereit waren zu zahlen, aber nicht in der Geburtsurkunde des Kindes erscheinen wollten, wurden als „Zahlväter“ bezeichnet.

### Heutige Bedeutung
Der Ausdruck bezeichnet im Allgemeinen einen Vater, der in seiner Vaterrolle auf die Pflicht zum finanziellen Unterhalt seines Kindes beschränkt wird. Er wird umgangssprachlich vor allem als Selbstbezeichnung und Ausdruck der Betroffenheit von unehelichen, geschiedenen oder getrennt lebenden Vätern verwendet, die sich an der Ausübung ihrer Umgangs- oder Sorgerechte durch die Gesetzeslage, durch die Rechtsprechung oder durch das Verhalten der Mutter des Kindes gehindert sehen.
In Deutschland ist durch § 1626 Abs. 3 BGB festgelegt, dass ein Kind zu seiner ungestörten Entwicklung des regelmäßigen Umgangs mit beiden Elternteilen bedarf. Deutsche Familiengerichte sind außerdem seit einigen Jahren dazu übergegangen, bei einer Scheidung im Regelfall für ein gemeinsames Sorgerecht beider Eltern zu entscheiden, sofern aus der Sicht des Gerichts keine übergeordneten Interessen des Kindes entgegenstehen. Bei unehelichen Kindern ist ein gemeinsames Sorgerecht nur mit Einwilligung der Mutter möglich. Verweigert ein Elternteil dem anderen die Ausübung seiner Rechte in Bezug auf das gemeinsame Kind, so kann dies in besonders schwerwiegenden Fällen auch zu einer Abänderung des Sorgerechts führen.
In der Rechtssprache wird „Zahlvater“ und „Zahlvaterschaft“ auch mit abweichender Bedeutung verwendet, wenn keine leibliche Vaterschaft, aber trotzdem Unterhaltspflicht für ein uneheliches Kind der Ehefrau besteht.

## Schweiz
Seit 1907 waren Väter unehelicher Kinder in der Schweiz verpflichtet, der Mutter für den Unterhalt des Kindes Alimente zu zahlen. Bis zur Kindesrechtsrevision von 1978 begründete die Zeugung eines unehelichen Kindes aber kein Verwandtschaftsverhältnis zwischen Kind und Vater. Dies hiess für die Kinder, dass sie weder den Namen noch das Bürgerrecht des Vaters erhielten. Bei seinem Tod hatten sie keinen Anspruch auf sein Erbe und mussten auf ein allfälliges Erbe Erbschaftssteuer zahlen. Die Änderung dieser Bestimmung erfolgte anders als in Deutschland nicht rückwirkend, so dass in den 2000er Jahren noch mehrere zehntausend „Zahlkinder“ unter diesen Nachteilen litten. Deutsche Zahlkinder werden in der Schweiz in Anwendung des deutschen Rechts demgegenüber als vollwertige Kinder anerkannt, was sie gegenüber Schweizer Zahlkindern bevorteilt.